# Omphalion

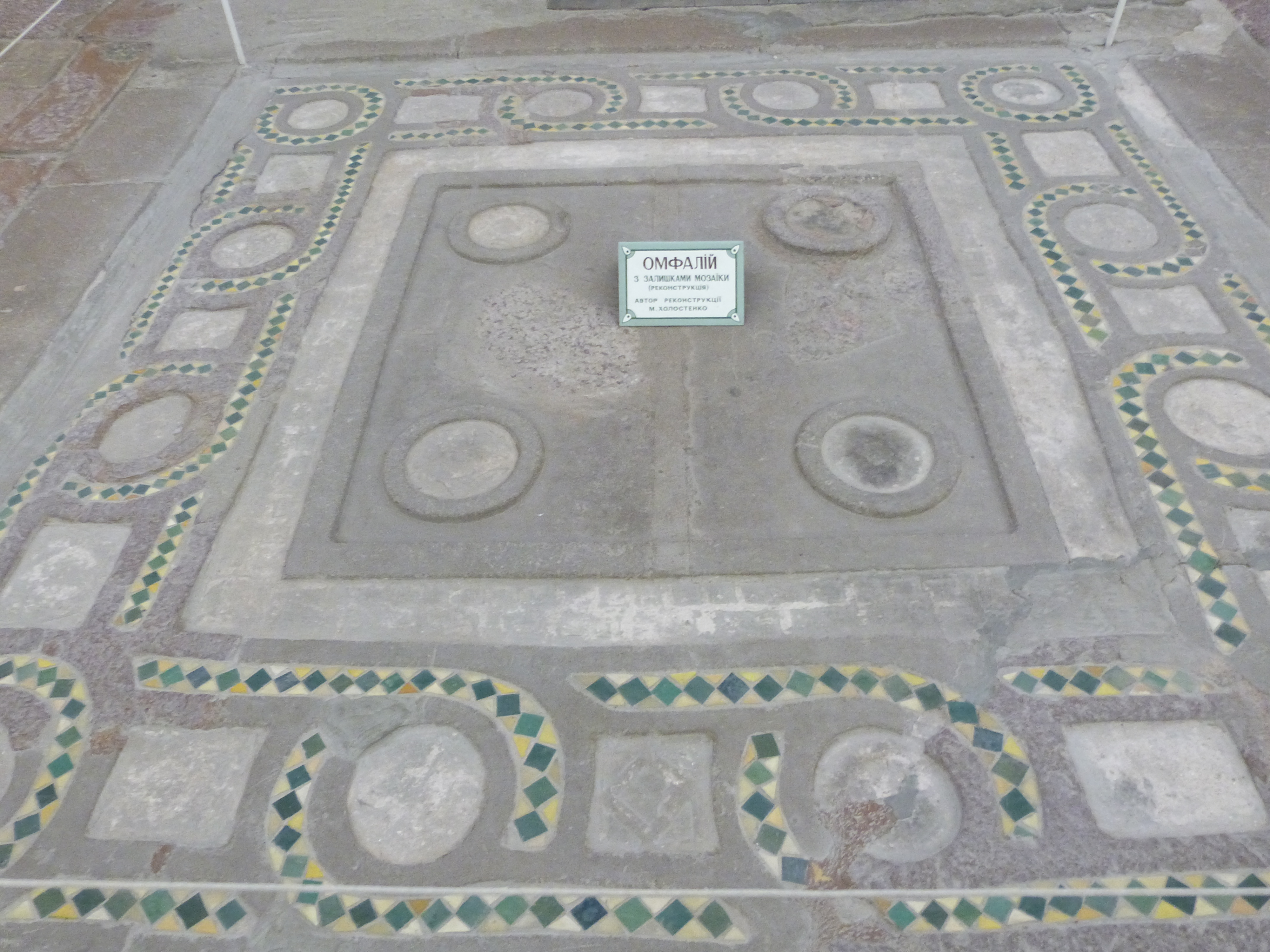
Omphalion der Boris-und-Gleb-Kirche, Tschernigow

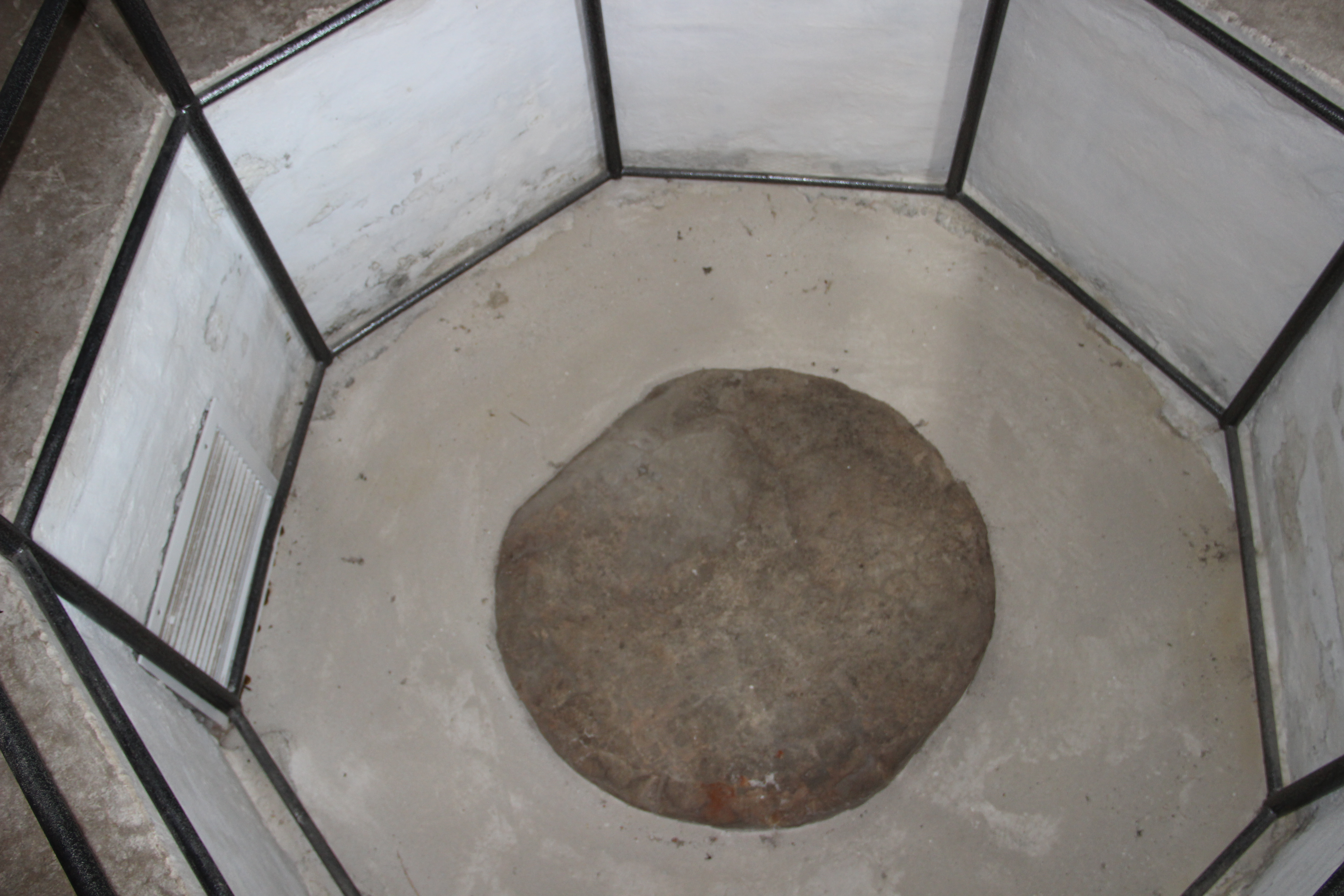
Omphalion der Boris-und-Gleb-Kirche in Kidekscha

Das Omphalion (von griechisch ὀμφαλός „Nabel“) ist ein besonderer Ort in altrussischen orthodoxen Kirchen, der in altrussischen Quellen als „Platz in der Mitte der Kirche“ bezeichnet wird. Das Omphalion ist ein Nachfolger des frühbyzantinischen Ambo und ein Vorgänger der modernen Kanzel. Zu bestimmten Zeiten der Liturgie stand der zelebrierende Bischof auf dem Omphalion.
Neben dem einzigartigen Omphalion der 1152 erbauten Boris-und-Gleb-Kirche in Kidekscha können zwei Formen des Omphalions unterschieden werden:
- In den frühen Kirchen des 10. Jahrhunderts in der mittleren Dnepr-Region wurden die Omphalions von frühbyzantinischen Meistern oder sie nachahmenden russischen Meistern geschaffen. Beispiele für frühbyzantinische Meister finden sich in der Zehntkirche sowie der Sophienkathedrale in Kiew sowie der Verklärungskathedrale in Tschernigow, Beispiele für russische Meister in der Boris-und-Gleb-Kirche und der Verkündigungskirche in Tschernigow.
- Etwas später entstanden die Omphalions in den Kirchen der Fürstentümer Galizien und Grodno. Beispiele sind die Erlöser- und die Verkündigungskirche in Galitsch, die Rotunde in Oleschkow, die Pjatnizkaja-Kirche in Swenygorod, die Untere Kirche in Grodno sowie die Boris-und-Gleb-Kirche in Nowogrudo.

Aus der Zeit nach der mongolischen Invasion sind drei Beispiele bekannt: die Verkündigungskirche auf Gorodischtsche und die Michailkirche in Nowgorod sowie die Kirche des Andronikov-Klosters in Moskau.